# 不规则三角形格网

不规则三角形格网

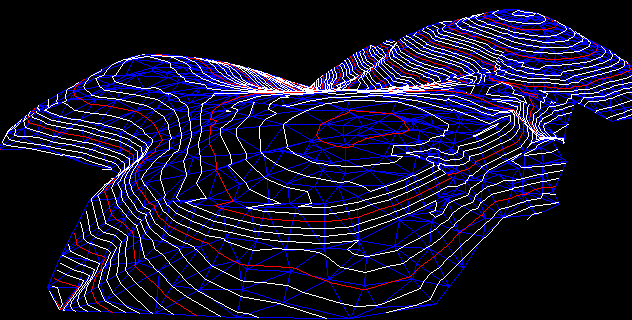
不规则三角形格网

不规则三角形格网（Triangulated Irregular Network，TIN）是一种用于地理信息系统中描述表面模型的数据结构。是不规则格网中最简单的一种，在等高线追踪、三维显示及断面处理等方面有广泛的应用。同规则格网相比，不规则格网储存量大、数据结构和操作都很复杂。但是不规则格网比规则格网能更准确反应地形地貌的细节特征。不规则三角形格网的原始数据多来自测区内野外实测的地形特征点。